# تفجير هفت تير
في يوم 28 يونيو 1981 مـ (7 تير 1360 (Hafte Tir - هفت تير) في التقويم الإيراني)، وقع تفجير مدوٍ في المقر الرئيسي للحزب الجمهوري الإسلامي (IRP) في طهران، أثناء انعقاد اجتماع لقادة الحزب. ولقي ثلاثة وسبعون مسؤولاً بالحزب الجمهوري الإسلامي مصرعهم، ومن بينهم قاضي القضاة آية الله محمد بهشتي، (ثاني أقوى الشخصيات في الثورة بعد آية الله الخميني آنذاك). ويُعتقَد أن منظمة مجاهدي خلق الإيرانية هي المسؤولة عن الهجوم.

## معلومات عامة
في أعقاب الثورة الإيرانية، قامت الحكومة الثيوقراطية المؤسسَة حديثًا على يد آية الله روح الله الخميني في إيران بتعزيز قوتها عن طريق القضاء على المعارضة، بما في ذلك المنظمة الاشتراكية الإسلامية، التي تُعرَف باسم منظمة مجاهدي خلق الإيرانية (واختصارها بالإنجليزية PMOI أو MEK). وهاجم آية الله روح الله الخميني تلك المنظمة بأن وصفها' بالانتقائية (elteqati) والتأثر بالغرب (Gharbzadegi)، كما وصف أفرادها بالمنافقين و'الكفار. وفي فبراير 1980، بدأت عصابات حزب الله في شن هجمات مركزة على أماكن انعقاد المجاهدين وغيرهم من اليساريين، والمكتبات وأكشاك الصحف التابعة لهم، الأمر الذي دفع اليسار إلى العمل سرًا في إيران. وفي الفترة ما بين 1979 و1981، اُغتيل المئات من أعضاء منظمة مجاهدي خلق الإيرانية وداعميها، في حين اُعتقِل نحو 3000. وأخيرًا، دعت المنظمة للخروج في مظاهرة حاشدة تحت راية الإسلام يوم 20 يونيو 1981 للاعتراض على قيادة إيران الجديدة التي هوجِمت أيضًا.

## الأحداث

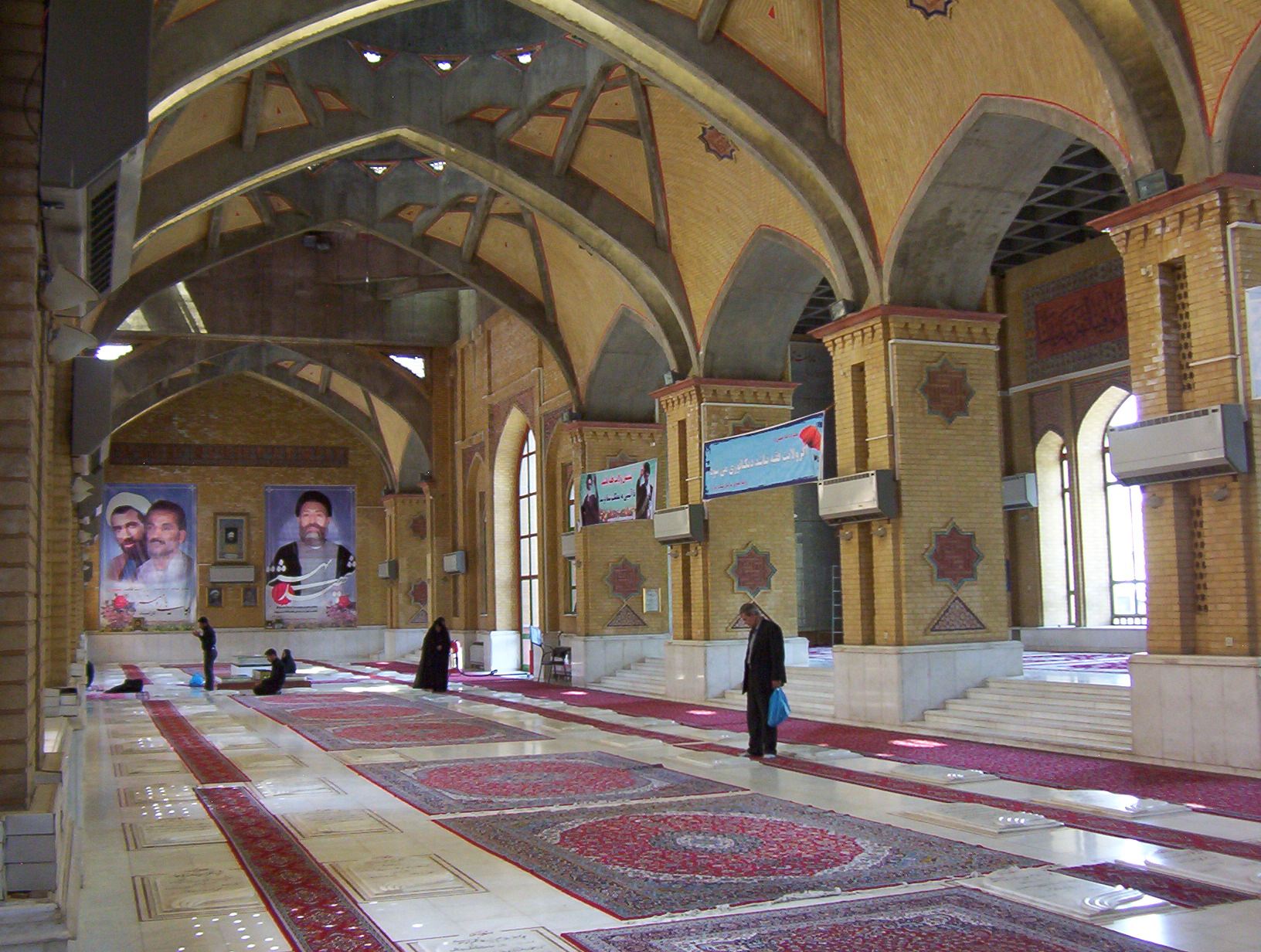
ضريح ضحايا تفجير هفت تير من تصميم مير حسين موسوي

وقع تفجير هفت تير يوم 28 يونيو 1981 مما أسفر عن مقتل قاضي القضاة وأمين الحزب، آية الله محمد بشهتي، وأربعة وزراء (هم وزراء الصحة، والنقل، والاتصالات، والطاقة)، فضلاً عن سبعة عشر عضوًا في المجلس، منهم محمد منتظري، والعديد من المسؤولين الحكوميين الآخرين.
حمَّل روح الله الخميني منظمة مجاهدي خلق الإيرانية (PMOI) مسؤولية الحادث، كما أشار الصحفي في الإذاعة البريطانية، باقر موين، إلى أن المجاهدين "اُعتبِروا المتهمين بوجه عام" في ذلك التفجير الذي وقع في إيران. من جانبهم، لم يؤكد المجاهدون أو ينكروا مسؤوليتهم عن الحادث، لكنهم صرحوا بأن الهجوم كان "رد فعل طبيعيًا وحتميًا للأعمال البشعة التي يرتكبها النظام. حُدِدت هوية مُنفِذ التفجير، وكان طالبًا شابًا وأحد أعضاء المجاهدين، واسمه محمد ريزا كولاهي. تمكن محمد من الحصول على وظيفة في مبنى المقر الرئيسي للحزب كمهندس صوت. ولم يتم العثور عليه، كما لم يعلن أي شخص أو جماعة مسؤوليته عن الحادث، أو قُدِم للمحاكمة في هذا الشأن. أدى ذلك إلى ظهور نظريات للمؤامرة ادعى فيها البعض بأن الدافع وراء التفجير كان صراعًا داخليًا على السلطة، وأن مَن ارتكبه هو جماعة داخل الحزب الإيراني الحاكم. وفي النهاية، حُلَّ الحزب الجمهوري الإسلامي بسبب هذه الاستقطابات.أشارت نظرية مؤامرة أخرى إلى أن المنظمات المدعومة حكوميًا فقط هي القادرة على امتلاك مثل هذه القنبلة هائلة القوة، وأشارت بأصابع الاتهام إلى الموساد الإسرائيلي.
استمرت الاغتيالات التي استهدفت كبار المسؤولين والداعمين الناشطين للنظام على يد المجاهدين على مدار العام أو العامين التالين، وإن فشلت تلك الاغتيالات في الإطاحة بالحكومة. وفي 30 أغسطس، أي بعد شهرين من تفجير هفت تير، وقع تفجير آخر أسفر عن مقتل الرئيس رجائي ورئيس الوزراء محمد جواد باهنر. وتم التعرف على هوية مرتكب التفجير، وهو أحد الأعضاء الناشطين في منظمة المجاهدين اسمه مسعود كشميري، والذي أشارت التقارير إلى أنه أوشك في تلك العملية على اغتيال الحكومة بأكملها، بما في ذلك الخميني. وجاء رد الفعل بعد التفجيرين عنيفًا؛ إذ تعرض الكثير من المجاهدين وغيرهم من الجماعات اليسارية للاعتقال والإعدام.
وتخليدًا لذكرى الحادث، أُطلِق على العديد من الأماكن العامة في إيران، بما في ذلك كبرى ميادين طهران وغيرها من المدن الأخرى اسم «هفت تير».

## التسلسل الزمني للأحداث قبل «حادث هفت تير» وبعده
- 11 فبراير 1979 (22 بهمن 1357): انهيار نظام الشاه في الثورة الإيرانية.
- 4 نوفمبر 1979 (13 آبان 1357): بدء أزمة رهائن إيران.
- مارس - مايو 1980 (اسفند - ارديبهشت 1359): تم الإبلاغ عن منظمة مجهادي الخلق الإيرانية (MEK)، وهُوجِمت مكاتبها ومظاهراتها.[8]
- 22 سبتمبر 1980 (31 شهريور 1359) بدء:الحرب العراقية الإيرانية.
- 20 يناير 1981 (30 دي 1359) تحرير رهائن: أزمة رهائن إيران.
- 27 أبريل 1981 : مظاهرة لمنظمة مجاهدي خلق الإيرانية في طهران تضم 150000 شخص، يمنع على إثرها رئيس النيابة المجاهدين من التظاهر.[9]
- 7 يونيو 1981 (17 خرداد 1360): الإسرائيليون يدمرون مفاعل أوزيراك النووي العراقي.
- 8 يونيو 1981 (18 خرداد 1360): بني صدر يدعو لمقاومة الديكتاتورية، والخميني يمنع التظاهرات في الشوارع.
- 20 يونيو 1981 (30 خرداد 1360): فضّْ مظاهرة ضد الخميني والثيوقراطية بالقوة.[10]
- 21 يونيو 1981 (31 خرداد 1360): سحب الثقة من الرئيس أبو الحسن بني صدر بواسطة البرلمان.
- 21–27 يونيو 1981 (1-6 تير 1360): تزايد الصراعات بين المجاهدين والسلطات في الدولة.
- 26 يونيو 1981 (5 تير 1360): محاولة اغتيال فاشلة لعلي خاميني.
- 28 يونيو 1981 (7 تير 1360): تفجير هفت تير.
- 10 يوليو 1981 (18 تير 1360): هروب أبو الحسن بني صدر من البلاد.
- 30 أغسطس 1981 (8 شهريور 1360): اغتيال الرئيس محمد علي رجائي.
- 5 سبتمبر 1981: إطلاق الرصاص على السفير الفرنسي في لبنان، لوي ديلامير وإرداؤه قتيلاً في غرب بيروت.[11]

## وصلات خارجية
- Youtube.com
- Youtube.com
- Youtube.com